# Hugenpoet (Adelsgeschlecht)

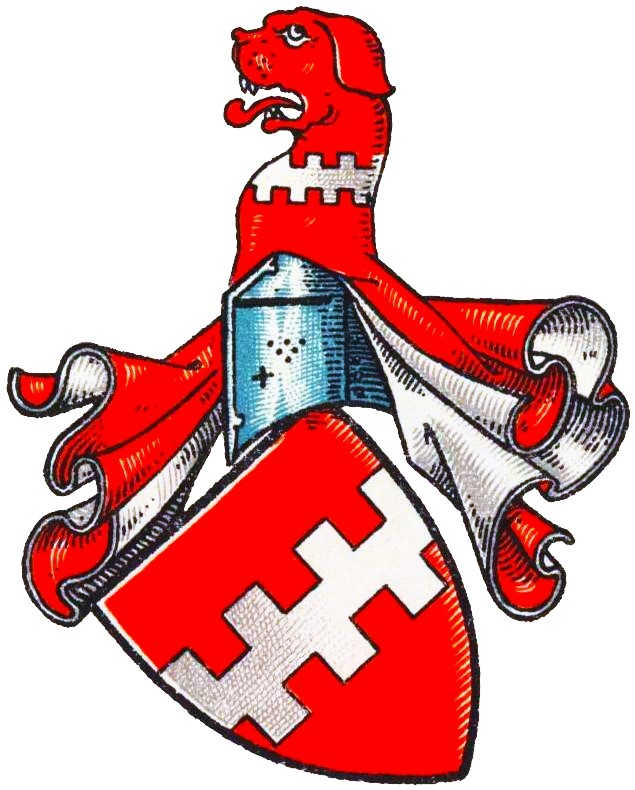
Wappen derer von Hugenpoth im Wappenbuch des Westfälischen Adels

Hugenpoet (auch Hugenpoth, Hugenpot o. ä.) ist der Name eines erloschenen ursprünglich niederheinisch-westfälischen Adelsgeschlechts, das in den Niederlanden noch bis 1990 bestand. Die Familie war möglich stammesverwandt mit den wappengleichen Herren von Nesselrode.

## Geschichte

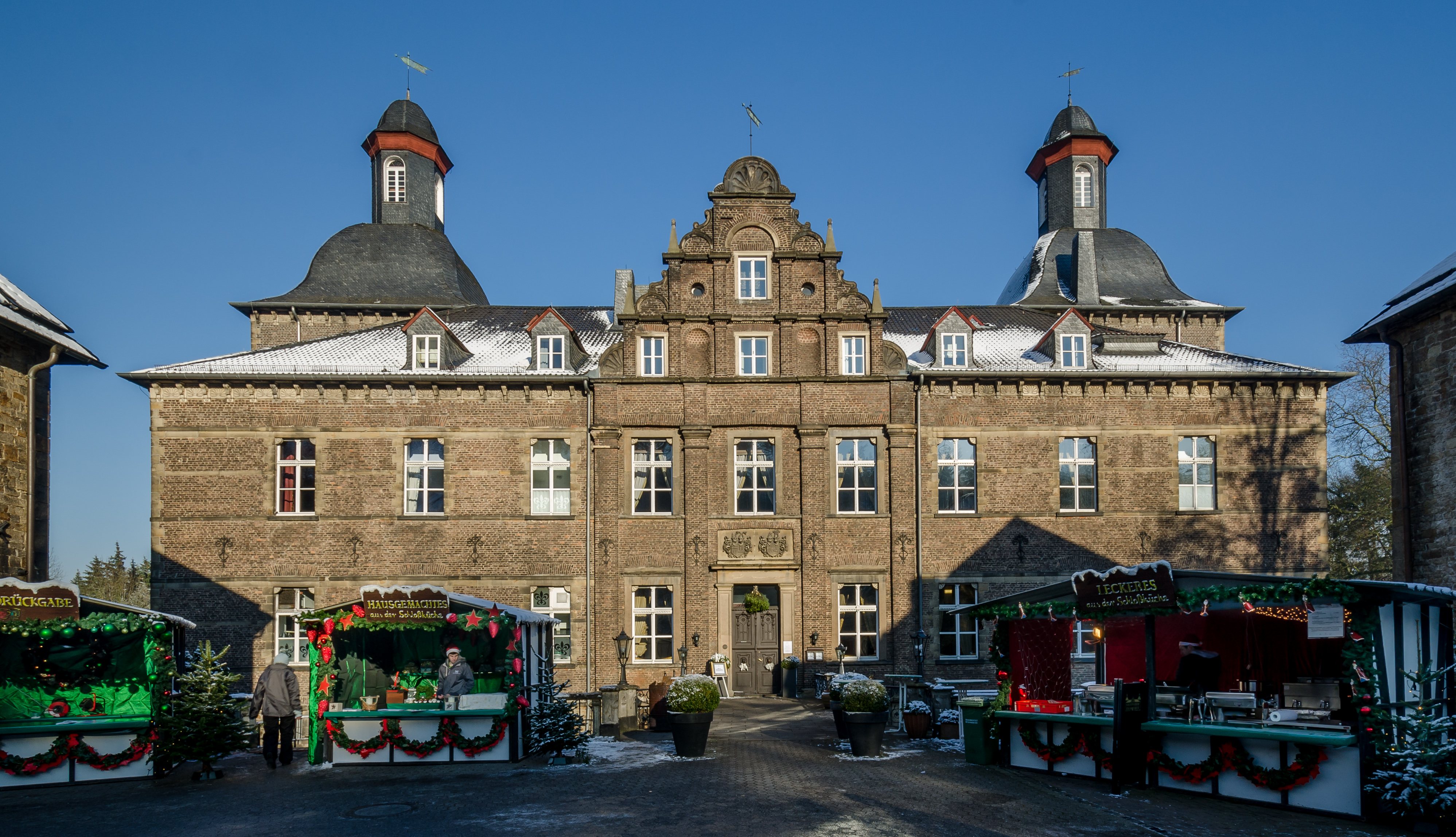
Schloss Hugenpoet (Herrenhaus), 2012

Der Stammsitz des Geschlechts war Schloss Hugenpoet im heutigen Essener Stadtteil Kettwig. In direkter Nachbarschaft befand sich ein Vorgängergut, die Motte Nettelshof, die bereits 778 als Nettinghave toe Loepenheim urkundlich erwähnt wird. 1344 wurde Heinrich  Vlecke mit dem Gut Hugenpoet, ein Lehen des Klosters Werden, belehnt. Um 1509 errichtete die Familie an der Stelle des heutigen Schlosses Hugenpoet einen Neubau. Ab etwa 1600 nannte sich die Familie Nesselrode genannt Hugenpoet. Im Dreißigjährigen Krieg wurde die Anlage verwüstet. Die Reste wurden 1647 abgerissen. Im Anschluss errichteten Johann Wilhelm von Nesselrode zu Hugenpoet und seie Frau Anna von Winkelhausen das Schloss in seiner heutigen Form. Freiherr Konstantin Erasmus von Nesselrode zu Hugenpoet schloss die Arbeiten 1696 ab. Dessen Nachkommen konnten das Schloss nicht halten und mussten es 1831 verkaufen.
Neben Schloss Hugenpoet besaß das Geschlecht 1569–1630 Gosenwinkel im Kreis Bochum, 1789 Haus Nesselrath im Kreis Opladen sowie ab 1607 Burg Hugenpoth in der heutigen Gemeinde Sandbochum. Über die Erbtochter Engel Elisabeth Christine von Hugenpoth kam die Burg durch eine 1693 vollzogene Heirat an Johann Adolf Stephan von Berchem zu Werdringen.

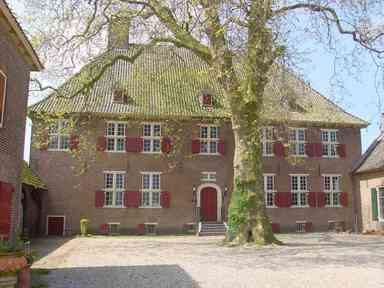
Haus Aerdt (2009)

Adolph Samuel van Hugenpoth († 1721) heiratete 1692 Georgia Walburgis van Steenhuys (1659–1711), Tochter von Godert van Steenhuys, dem Herrn von Haus Aerdt in Herwen in der niederländischen Provinz Gelderland. Dadurch entwickelte sich eine niederländische Linie zu Haus Aerdt und den Berenclaauw, deren Mitglieder ab 1814 in den Ritterstand erhoben und somit Mitglieder des niederländischen Adels wurden. Die Linie erlosch 1990 mit dem Tod von Walraed Joseph Frederik Marie Baron van Hugenpoth tot Aerdt (1904–1990), Bürgermeister von Overasselt und Heumen.

## Wappen
Blasonierung: In Rot ein silberner, oben und unten gezinnter Balken. Auf dem Helm mit rot-silbernen Helmdecken ein roter Brackenkopf auf dem Hals mit dem Balken belegt.
Anton Fahne gibt abweichend an, dass der Schild silbern und der Balken rot ist.

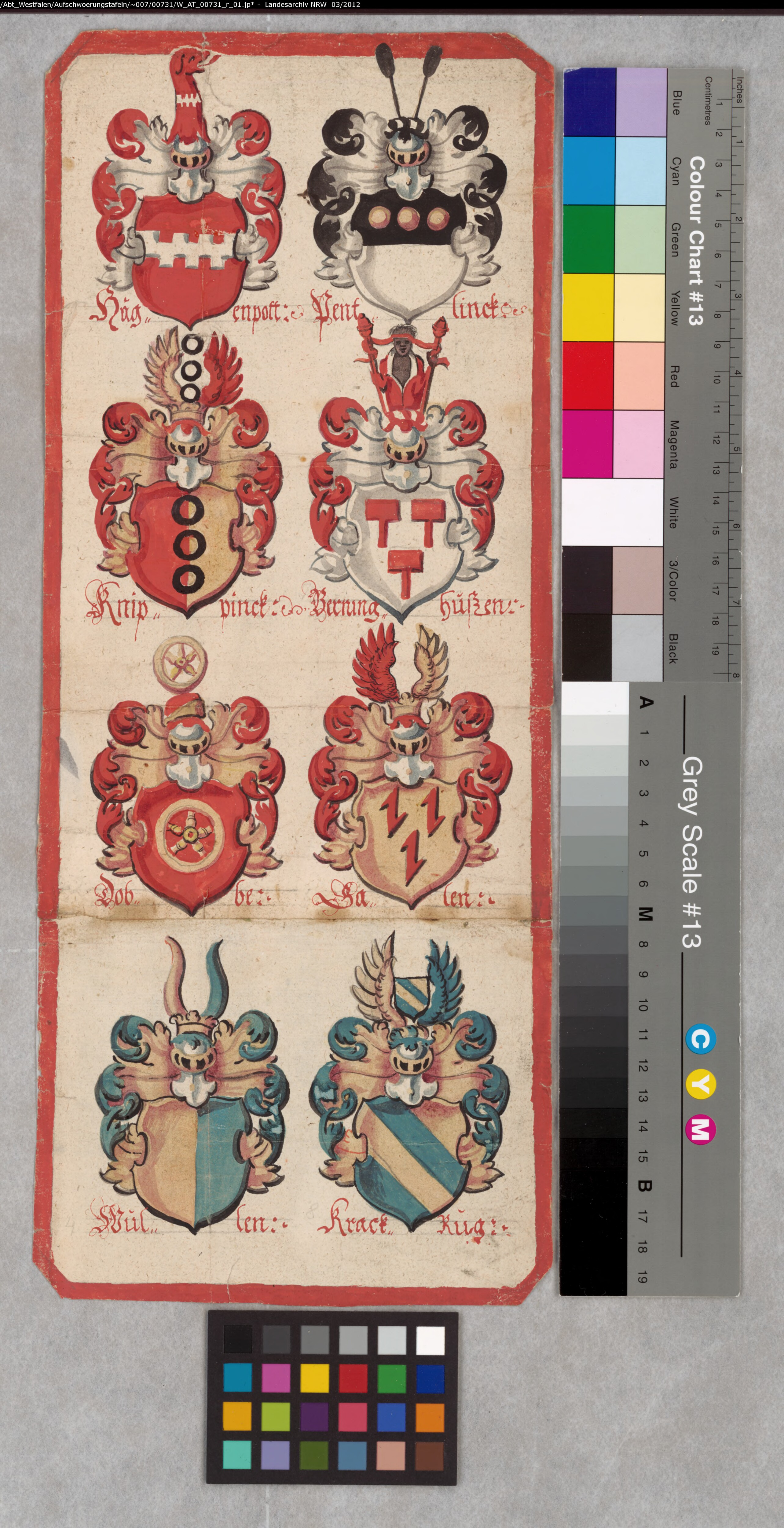
Aufschwörungstafel Hugenpoet (ca. 1600–1650)
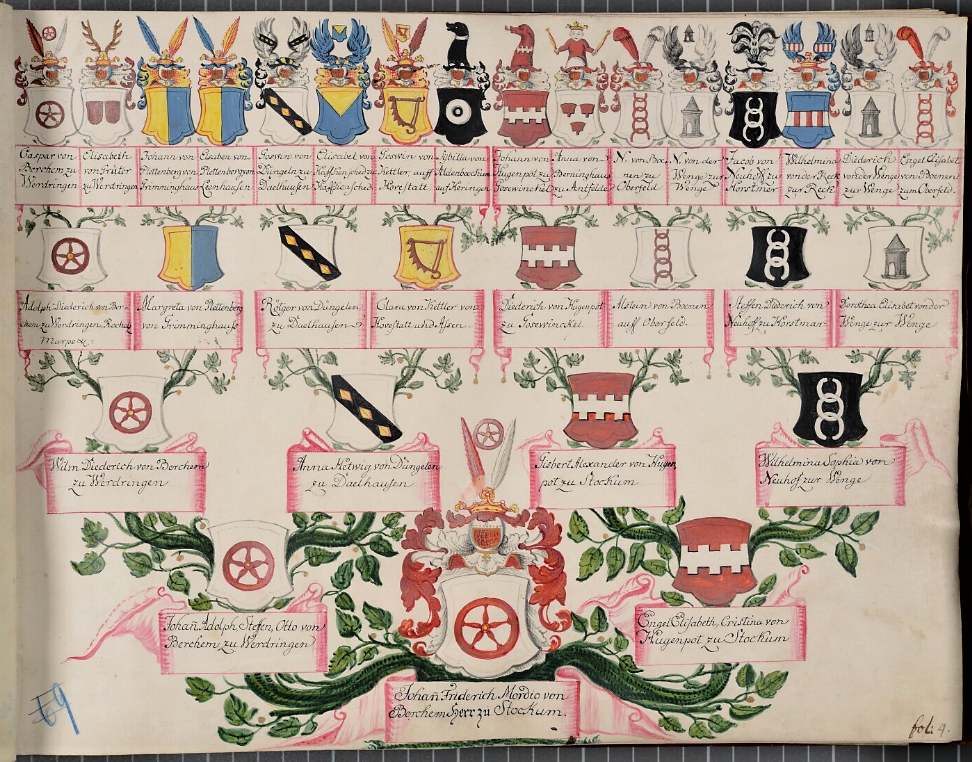
Wappen derer von Hugenpoet in einer Aufschwörungstafel für die Familie Berchem (1732)
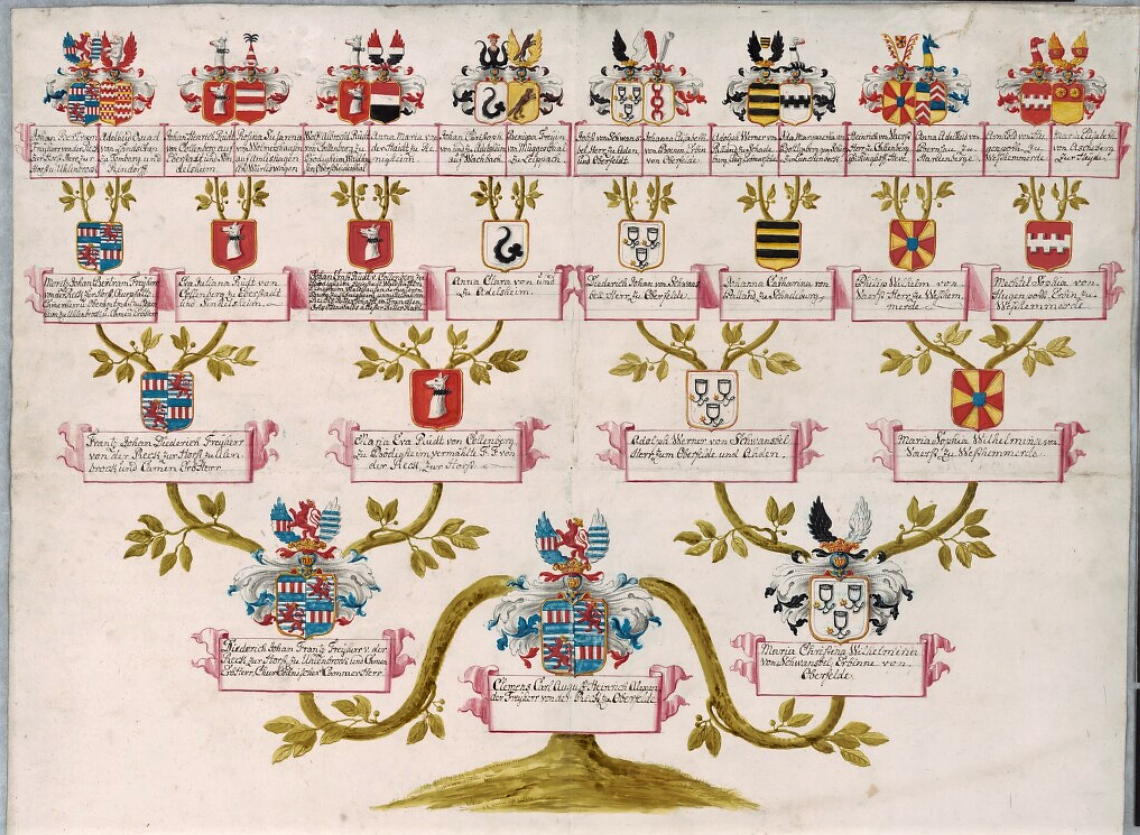
Wappen derer von Hugenpoet in einer Aufschwörungstafel für die Familie von der Recke (1793)
Wappen derer niederländischen Van Hugenpoth

## Persönlichkeiten
- Godefridus Franciscus Antonius Henricus Cornelius van Hugenpoth tot Aerdt (1743–1819), Herr von Aerdt, Bimmen und Hengmeng, Mitglied der Provinzialverwaltung von Gelderland und Mitglied der Ersten Nationalversammlung der Niederlande
- Maximilian Friedrich von Nesselrode-Hugenpoet (1773–1851), bayerischer Offizier
- Alexander Wilhelmus Josephus Joannes Baron van Hugenpoth van Aerdt (1780–1859), Präsident des Obersten Gerichtshofs in Den Haag, Mitglied des Senats der Generalstaaten, Staatsminister, Justizminister
- Jan Baptista Constantinus Josephus Carel Cornelius Maria Baron van Hugenpoth tot den Berenclaauw (1816–1877), Generalanwalt und Richter am Gericht in 's-Hertogenbosch, Kammerherr des Königs, Historiker und Schriftsteller
- Carolus Antonius Ludovicus Baron van Hugenpoth tot Aerdt (1825–1907), Bürgermeister von Groesbeek, Bemmel und Bergh, Schulleiter, Mitglied der Provinzialverwaltung von Gelderland
- Godefridus Franciscus Maria Baron van Hugenpoth tot Aerdt (1860–1930), Vizepräsident des Central Board of Appeal, Mitglied des Staatsrates
- Adolphus Ludovicus Wilhelmus Baron van Hugenpoth tot Aerdt (1863–1913), Bürgermeister von Boxtel und Zevenaar
- Joannes Nepomucenus Baron van Hugenpoth tot Aerdt (1866–1906), Bürgermeister von Bergh, Mitglied des Provinzrats
- Frans Willem Baron van Hugenpoth tot den Berenclaauw (1900–1944, KZ Vaihingen), Rechtsanwalt, Widerstandskämpfer
- Walraed Joseph Frederik Marie Baron van Hugenpoth tot Aerdt (1904–1990), Bürgermeister von Overasselt und Heumen, Letzter des Geschlechts

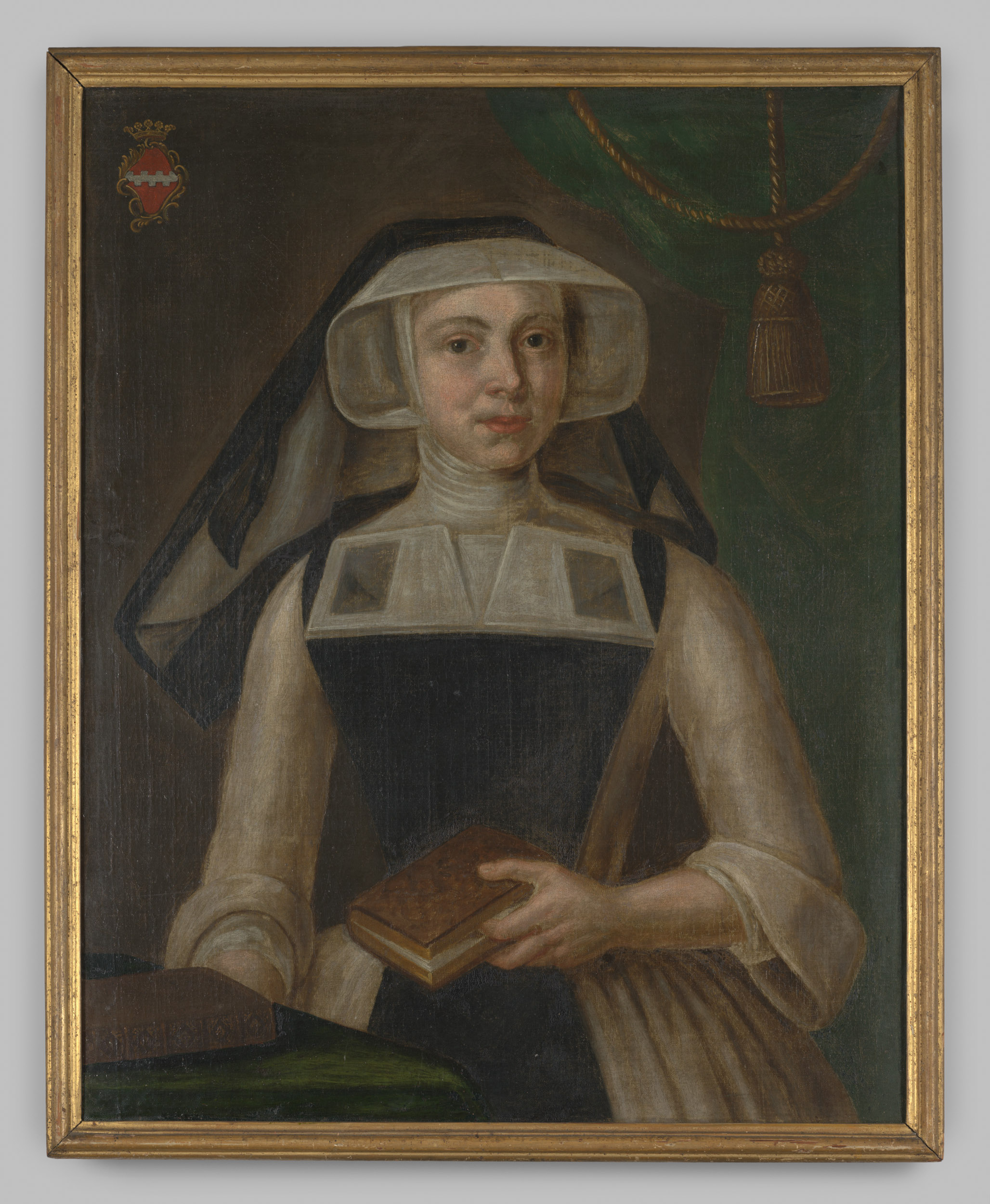
Maria Antonetta barones van Hugenpoth tot Aerdt (ca. 1650?)
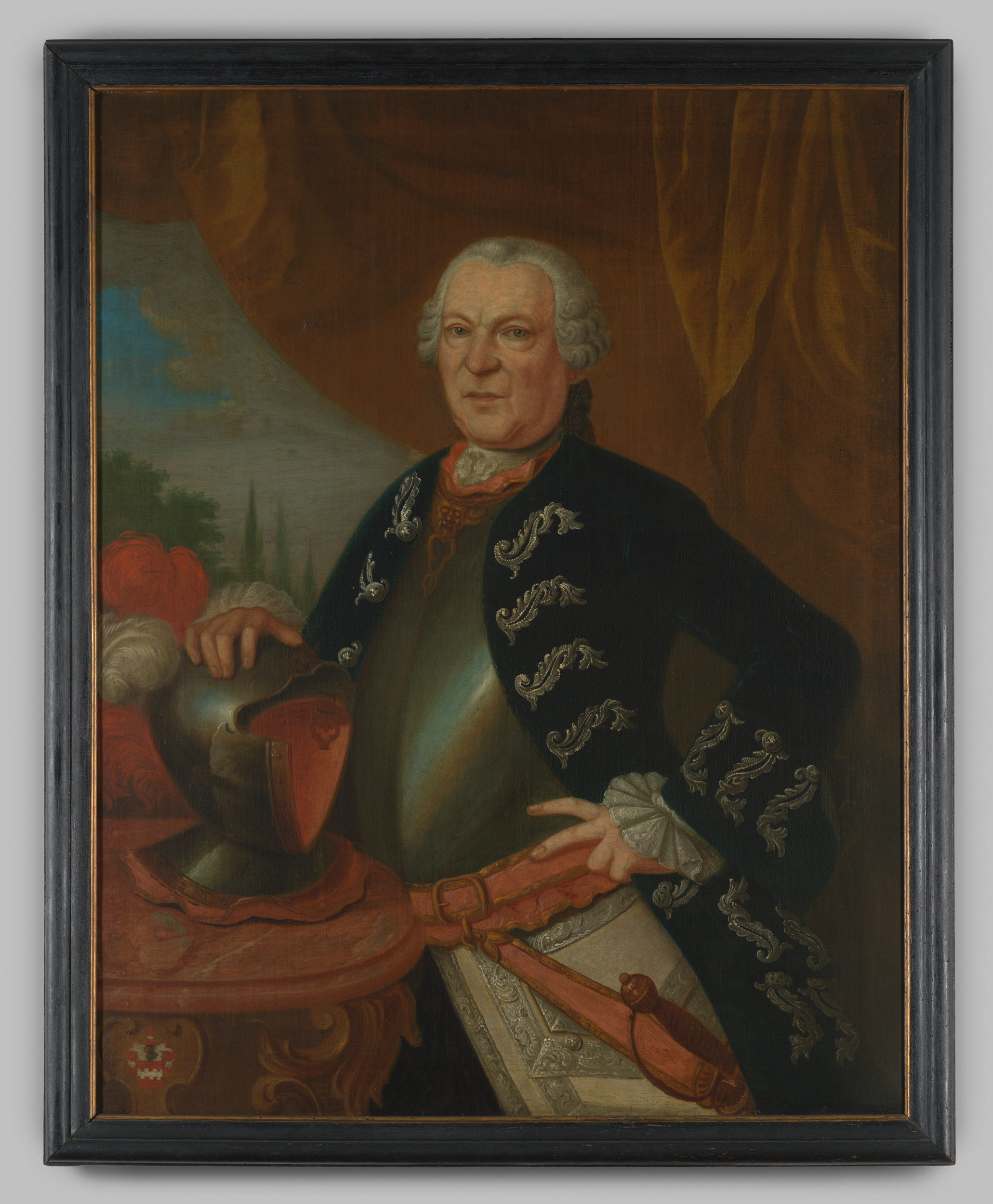
Alexander Walraad Diederik van Hugenpoth (1695–1780), 1762
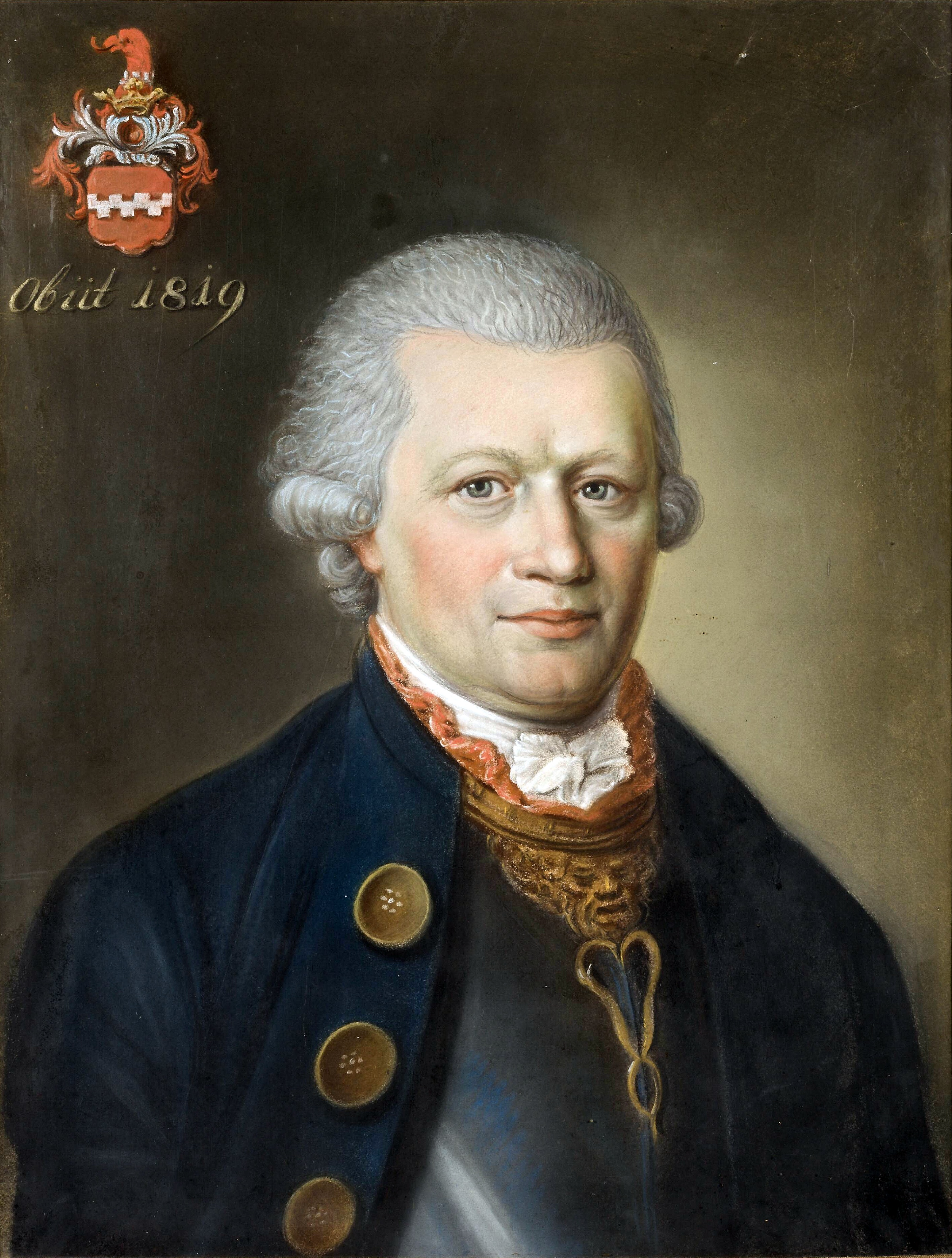
Godefridus Franciscus Antonius Henricus Cornelius van Hugenpoth tot Aerdt (1743–1819)
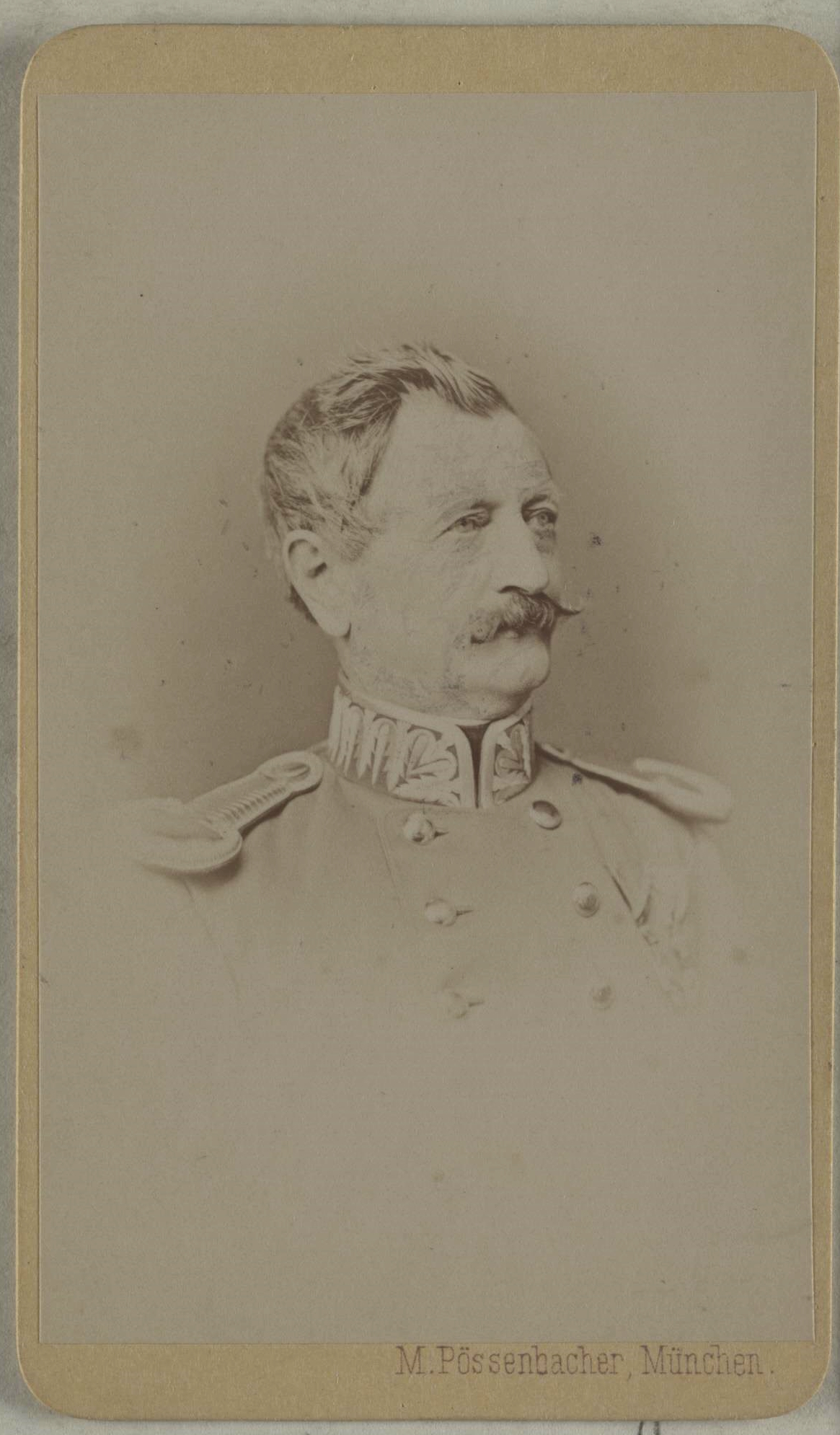
Maximilian Friedrich von Nesselrode-Hugenpoet (1773–1851)
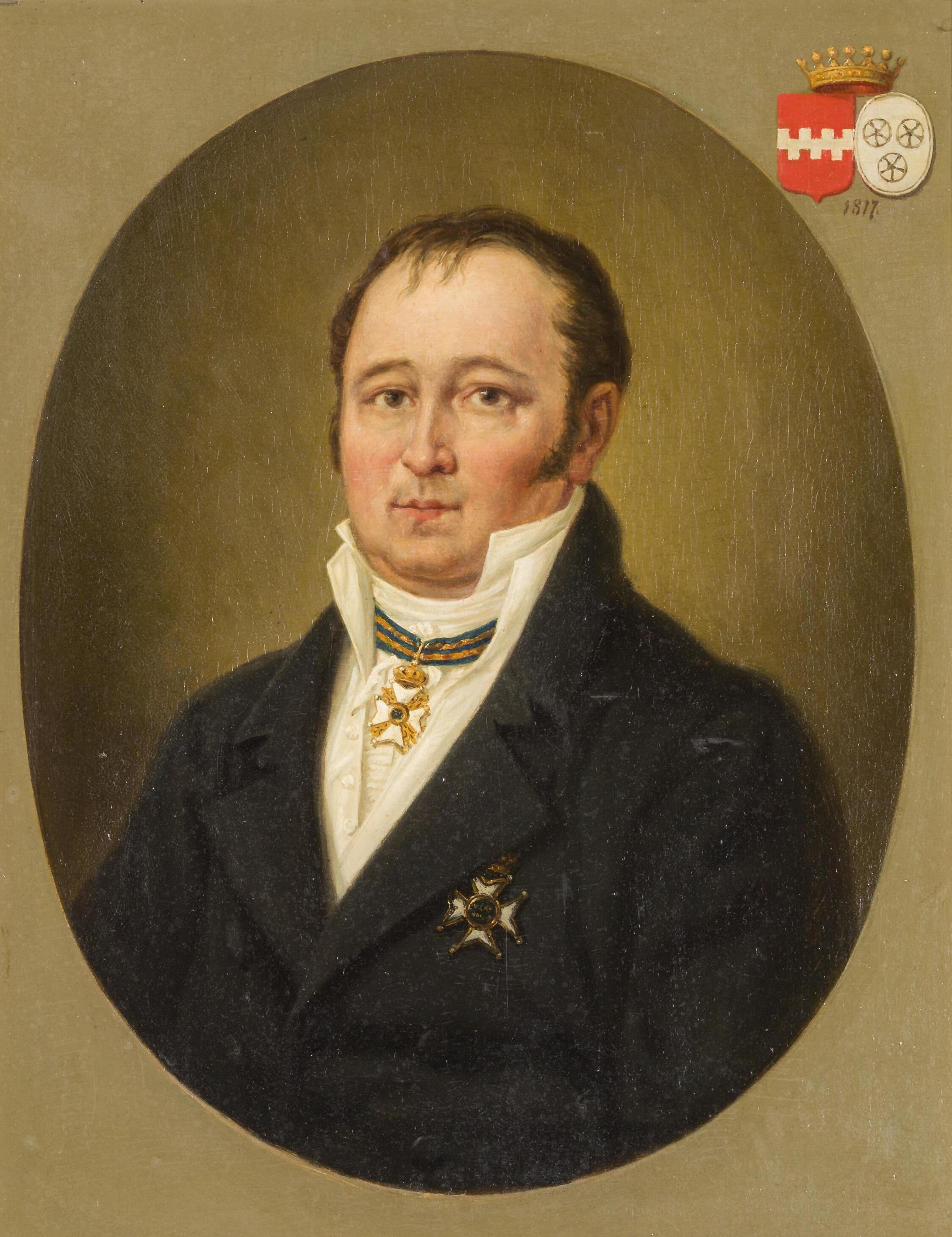
Alexander Wilhelmus Josephus Joannes baron van Hugenpoth van Aerdt (1780–1859)
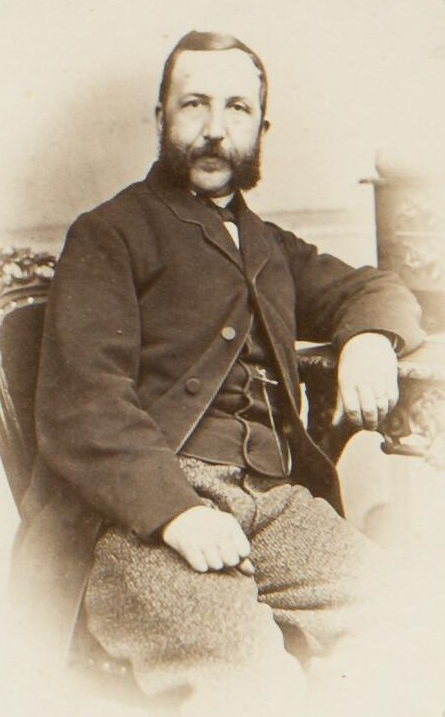
Carolus Antonius Ludovicus Baron van Hugenpoth tot Aerdt (1825–1907)
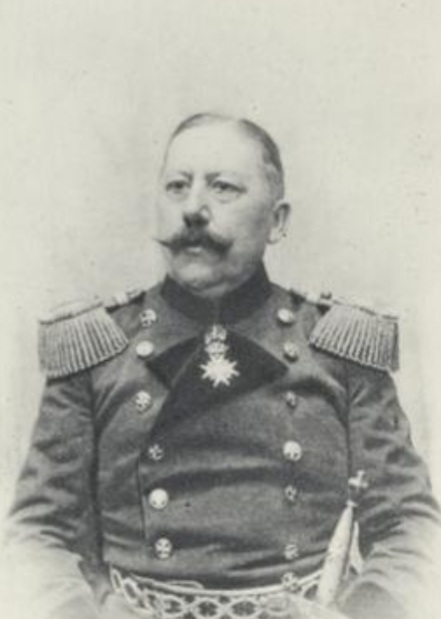
Godefridus Franciscus Maria Baron van Hugenpoth tot Aerdt (1860–1930)
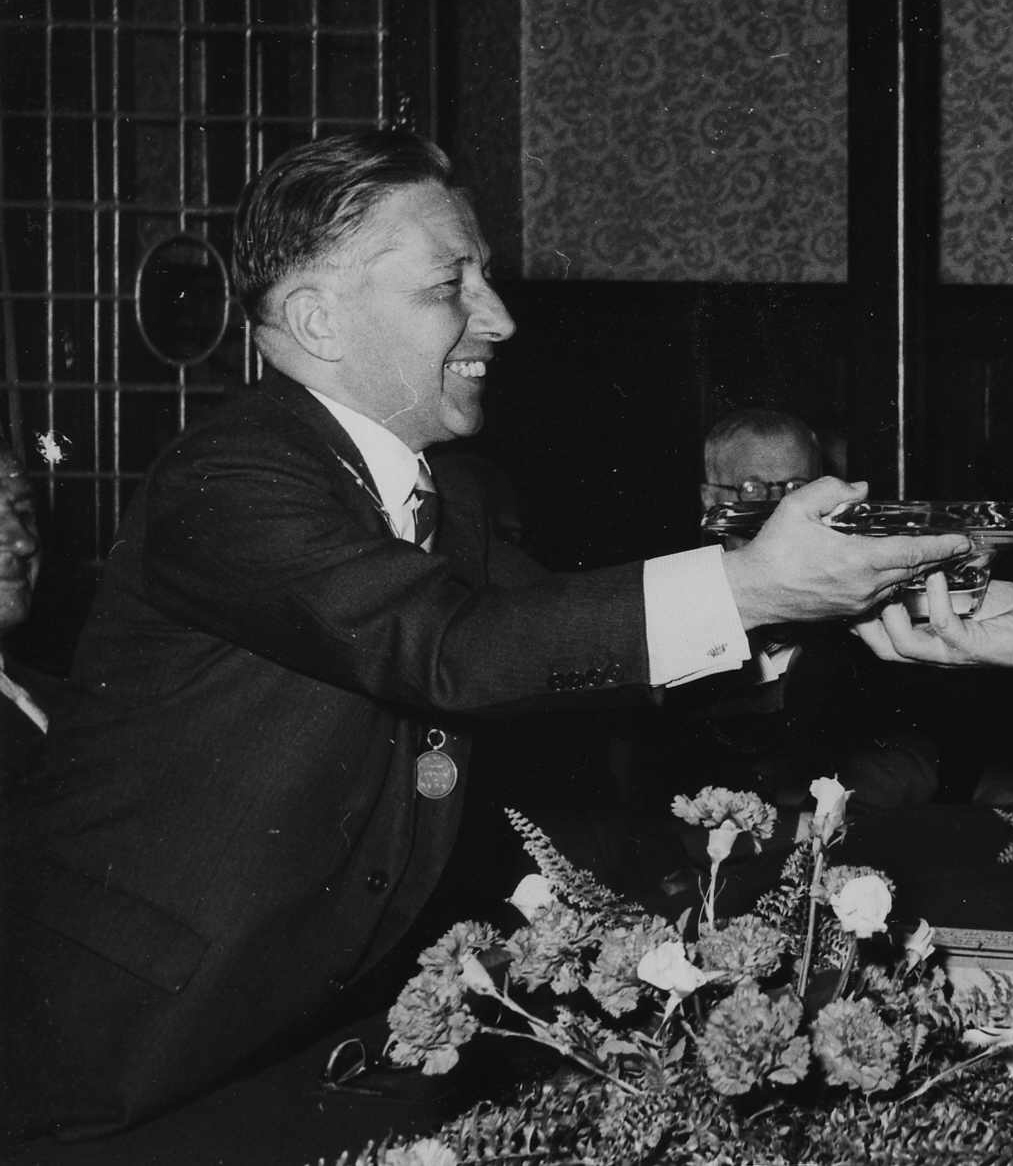
Walraed Joseph Frederik Marie baron van Hugenpoth tot Aerdt (1904–1990)